# Evangelische Kirche (Urbach)

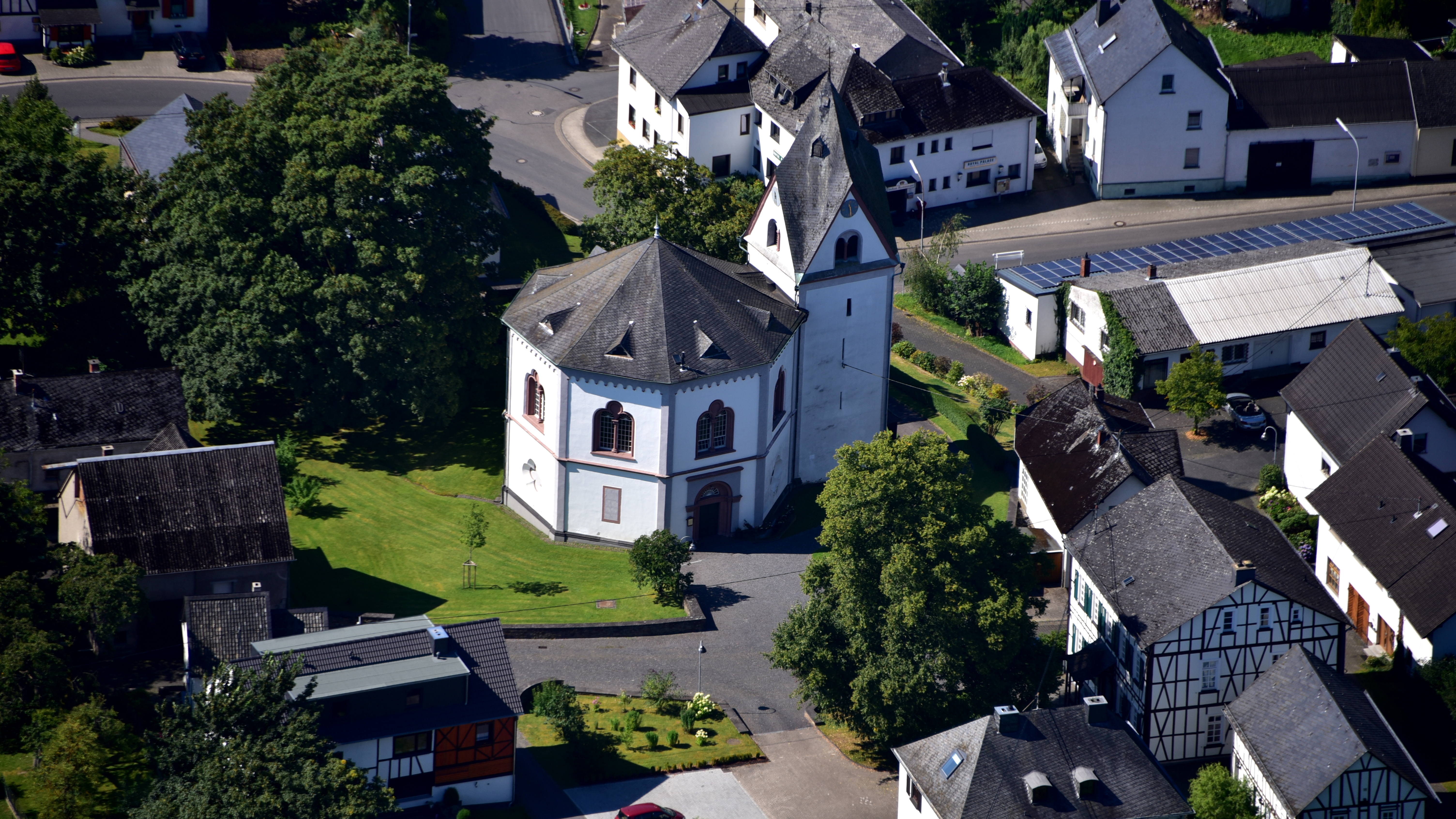
Evangelische Kirche (Urbach), Luftaufnahme (2016)

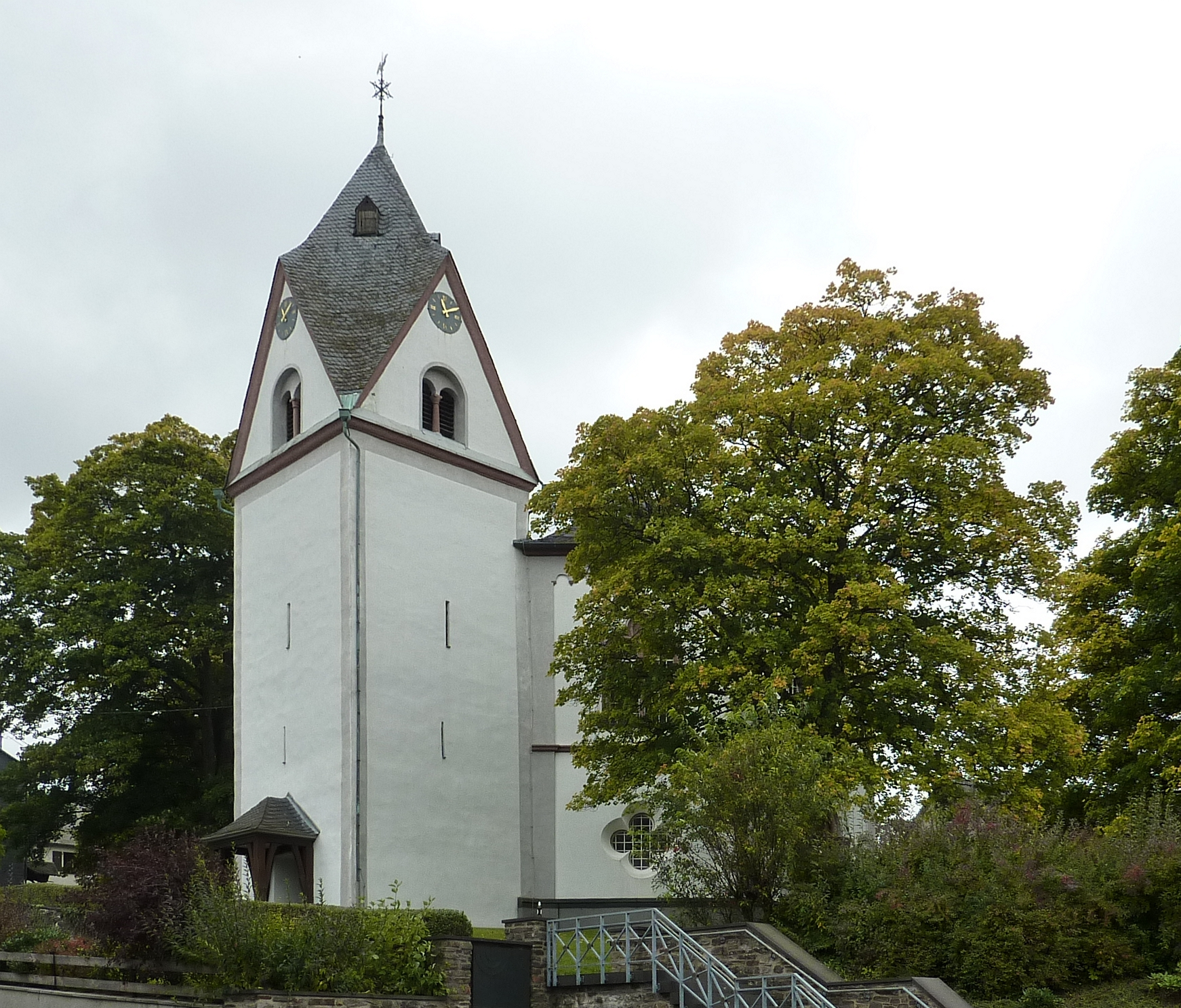
Der romanische Westturm

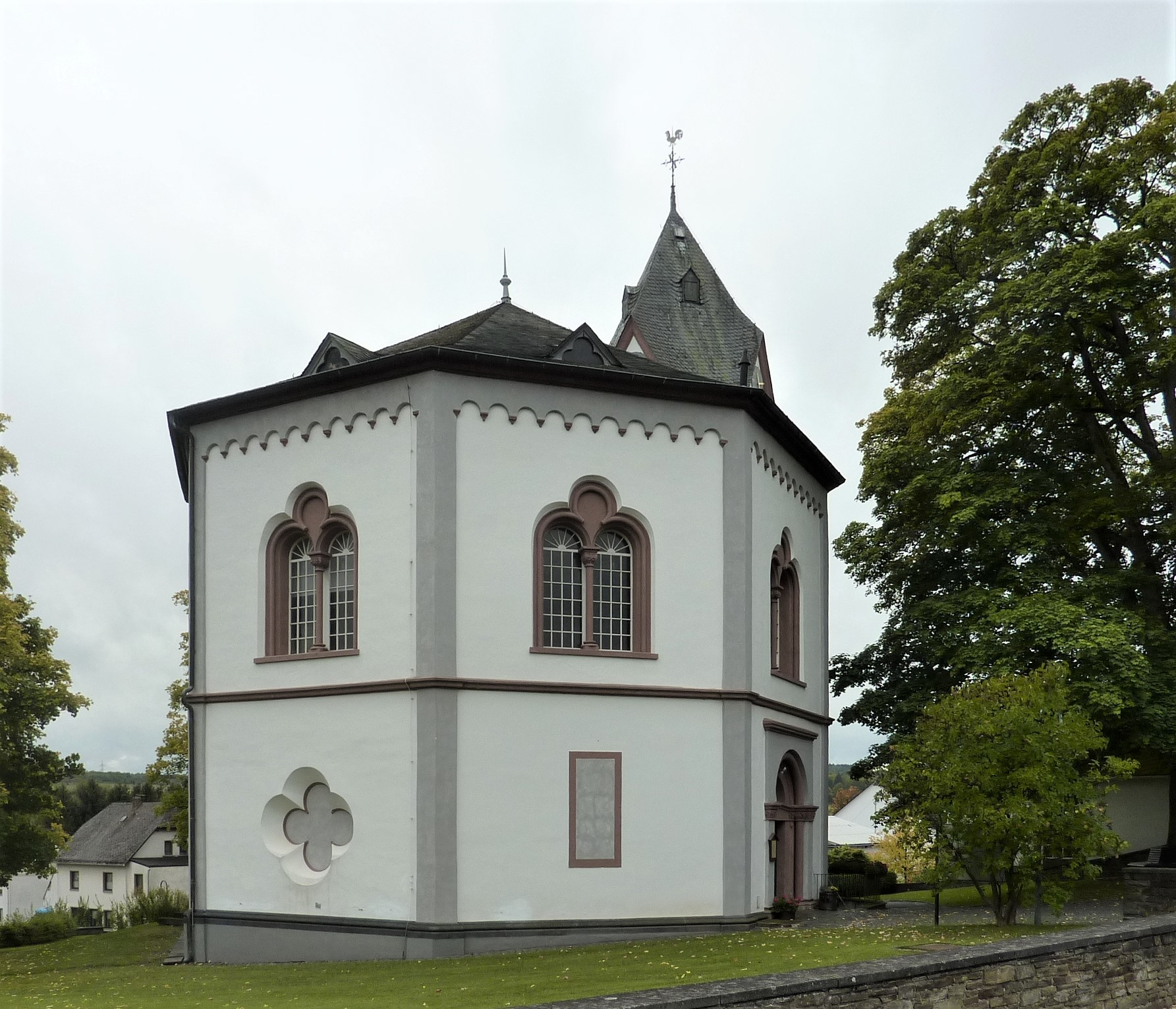
Das Oktogon

Die Evangelische Kirche ist eine Pfarrkirche in Urbach (Landkreis Neuwied) in Rheinland-Pfalz.

## Geschichte
Die Pfarrei Urbach wurde erstmals 1204 urkundlich erwähnt, als sie durch das Generalkapitel der Prämonstratenser der Abtei Rommersdorf zugerechnet wurde. Vor 1266 erwarb das Kloster Wülfersberg in Urbach Besitz. 1354 trug Salentin von Isenburg das Patronat über die Kirche als Lehen des Kölner Erzstiftes. Später gelangte es an das Haus Wied. Die erste evangelische Visitation an der Kirche, die bis zur Reformation wahrscheinlich dem heiligen Petrus geweiht war, fand 1556 statt.
Von der romanischen Kirche, die zweischiffig mit anschließendem Chorquadrat und Halbkreisapsis war, existiert heute nur noch der Turm aus dem 13. Jahrhundert mit Rhombendach und je einer Zwillingsarkade im Giebel. Der romanische Chor war 1824 eingestürzt und das Langhaus 1825–30 durch einen Neubau ersetzt worden. Dieses wurde von Bauinspektor Ferdinand Nebel als Rückgriff auf die Aachener Pfalzkapelle als achteckiger, apsidenloser Zentralbau in neoromanischen Formen errichtet.